# Xylotrechus scrobipunctatus
Xylotrechus scrobipunctatus là một loài bọ cánh cứng trong họ Cerambycidae.